# Історія Братислави
Історія Братислави, столиці Словацької Республіки, традиційно бере свій початок з I століття нашої ери: саме в цей період воєначальник римського імператора Тіберія, Пизон побудував один з опорних пунктів дунайської оборонної лінії — Герулату. Слід зазначити, що точних свідчень римського присутності в районі сучасної Братислави виявлено не було, тому згадки полководця Пизона як засновника міста належить до сфери легенд і переказів. Історики схильні вважати, що при спадкоємцях Тиберія варварам вдалося відтіснити імперські війська на південь.
Місце для заснування міста було обрано римлянами вельми вдало. Місто розташоване на обох берегах Дунаю, якій є водною артерією, що з'єднує між собою цілий ряд європейських регіонів. Крім того, через Придунайську низовину проходить ряд сухопутних шляхів з Північної і Західної Європи на Близький Схід і Балкани. Завдяки вдалому географічному положенню, що сприяє розвитку торгівлі, місто повинно було швидко зростати і розвиватися, проте цим процесам завадив кочовий рух людських мас, які подалися на захід, в рамках процесу, який розпочався незабаром по всій Європі і Азії.

## V—XIV століття

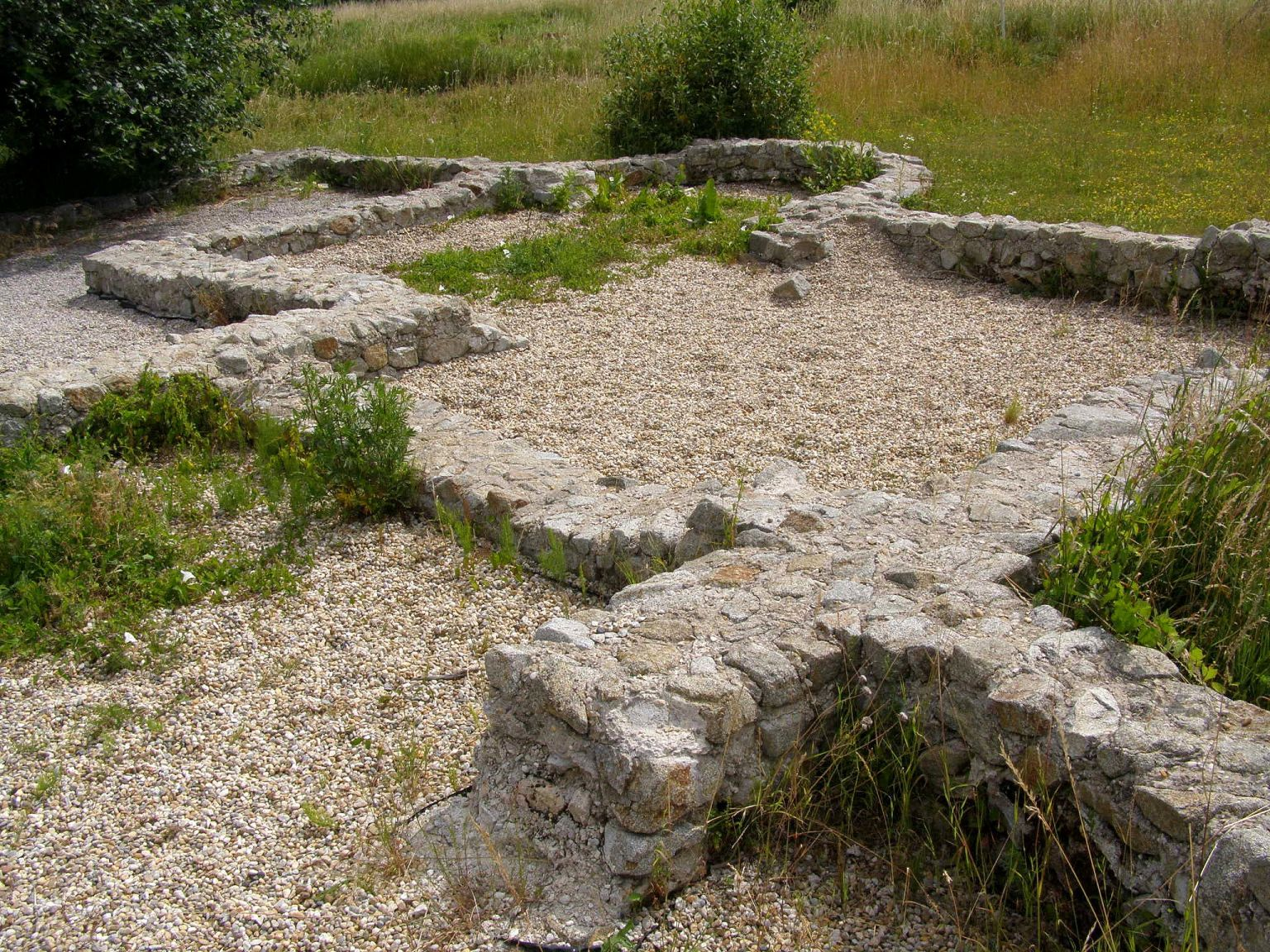
Залишки стародавніх споруд в околицях Братислави.

До V століття на територіях довкола Братислави утвердилися стародавні слов'янські племена, які дещо пізніше, на завершальному етапі Великого переселення, заснували Велику Моравію — одну з найбільших європейських держав раннього Середньовіччя. Саме в ці часові інтервали в письмових джерелах з'явилася перша згадка про Братиславу (IX століття), як про великий укріплений пункт князівства.
Велика Моравія, що проіснувала кілька сторіч, впала під ударами угорців. Вирішальна битва відбулася в 907 році біля стін Братислави. Таким чином, місто опинилося в складі Угорщини й стало іменуватися Пожонь. До середини XII століття Пожонь отримав статус вільного королівського міста. У цей час почалася німецька колонізація придунайських земель, займаних слов'янами. Близько ста років тому вплив німців в Пожоні було настільки високим, що місто був перейменовано і стало називатися Пресбургом, при цьому залишаючись під владою угорської корони. Протягом Середньовіччя місто було одним з найбільших торговельних і ремісничих центрів Східної Європи.

## XV—XIX століття

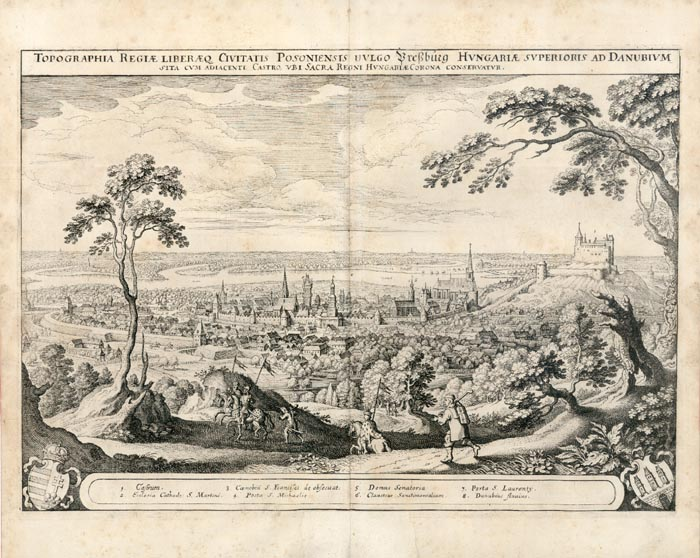
Вид на місто. 17-століття.

У Пресбурзі була одна з постійнодіючих резиденцій угорського короля Матьяша Корвіна. У 1465 році Корвином був заснований Істрополітанський Університет, з якого почалася історія вищої освіти на території сучасної Словаччини. Після смерті Корвіна університет був закритий. На долі міста повною мірою відбилася османська експансія на Балканах. У 1541 році впала Буда — столиця Угорщини. Престольним містом Угорського королівства аж до 1784 року стала Братислава. Після перенесення столиці Угорщини в відвойовану у османів Буду, Братислава свого значення як адміністративний центр не втратила, тут до 1848 року проходили коронації угорських королів.
В кінці XVIII століття в місті почав зароджуватися слов'янський національно-визвольний рух. Він було викликаний посиленням гніту з боку австрійців і угорців. Процеси онімечування і мадяризації слов'янського населення в XIX столітті набули досить різкі форми.
З містом пов'язаний і один з істотних епізодів Наполеонівських воєн, що на рубежі XIX століття охопили практично всю Європу. У 1805 році у Пресбурзі був укладений мир між Францією і Австрією, остання була не в змозі вести війну, і визнала свою залежність від Наполеона.

## XX століття

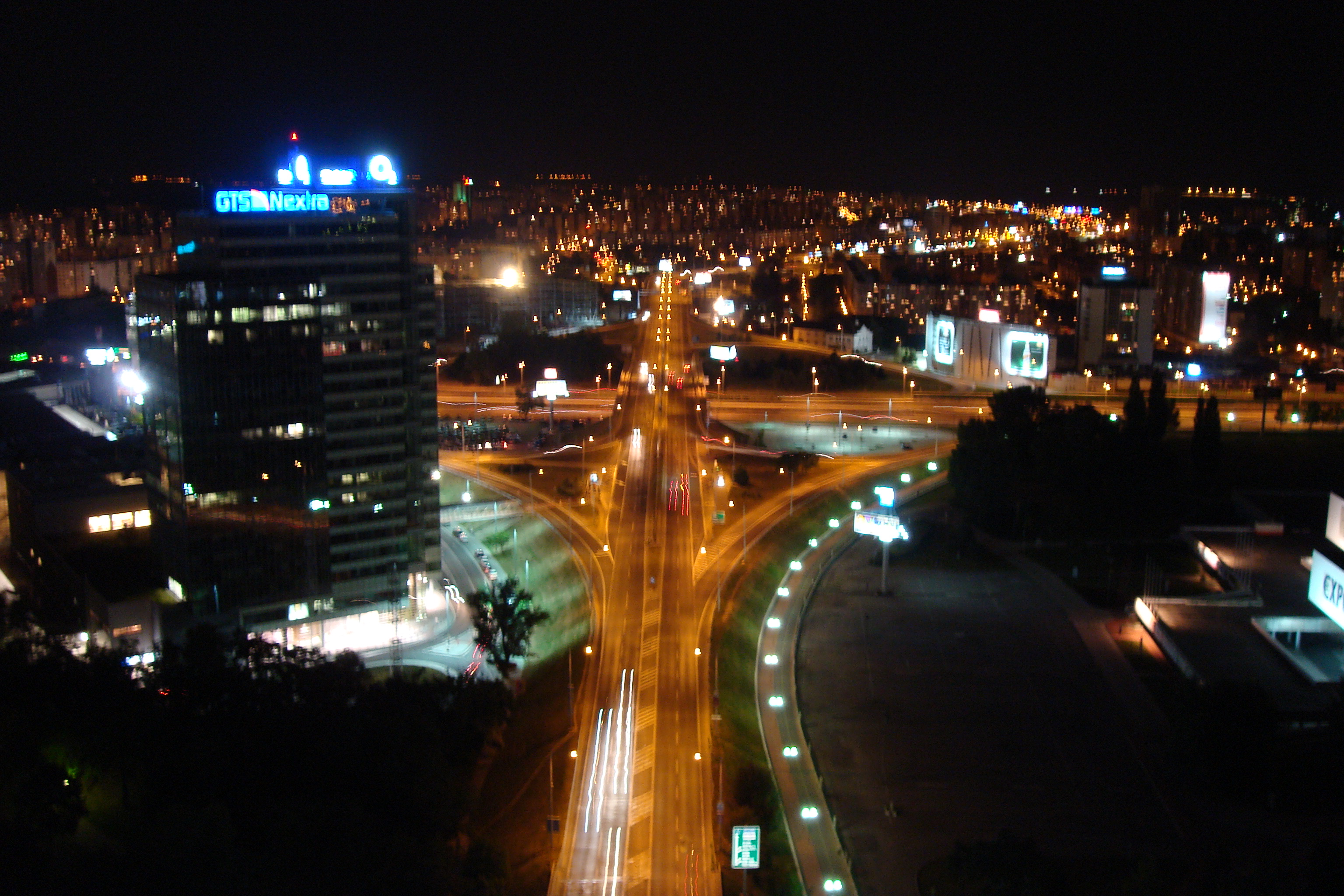
Сучасне місто.

Після розпаду Австро-Угорщини, викликаного поразкою в Першій світовій війні, 28 жовтня 1918 року, на політичній карті світу з'явилася Чехословацька республіка, що об'єднала землі заселювані чехами і словаками. 1 січня 1919 року Братислава була оголошена адміністративним центром Словаччини у складі союзної держави. У 1919 році з допомогою Карлового університету в Празі був заснований Університет Коменського.
Друга світова війна серйозним чином торкнулася місто. У 1939-1945 роках, під час німецької окупації, Братислава в черговий раз отримала статус столиці, заснованої за участю окупаційного режиму Словацької Республіки, яка припинила своє існування після перемоги радянських військ над Німеччиною.
Звільнена 4 квітня 1945 року війська 2-го Українського фронту в ході Братиславсько-Брновської наступальної операції.
Після звільнення, знову возз'єднана Чехословаччина під впливом СРСР стала на соціалістичний шлях розвитку. Протягом соціалістичного періоду історії в місті широко велося житлове та інфраструктурне будівництво. Були зведені мікрорайони Ружинов (словац. Ružinov) і Петржалка (словац. Petržalka). Братислава стала індустріальним центром, проте слід зазначити, що діяльність основних підприємств сильно залежала від чеських компаньйонів і партнерів з соціалістичних країн.
В суспільстві мала місце проблема міжетнічних відносин, словаки раніше не відчували себе нацією, тривалий час в ЧССР, заперечувалася навіть наявність словацької мови. Сама Словаччина деякою мірою була сировинним придатком Чехії, рівень життя населення Словаччини був нижчим, ніж по Чехословаччини в цілому. Братислава як столиця була центром негласної античеської опозиції.
«Оксамитова революція», що відбулася у листопаді 1989 року, в підсумку призвела до мирного падіння комуністичного режиму. У 1990 році ЧССР була перетворена в Чехословацьку Федеративну Республіку (ЧФР), потім в Чеську і Словацьку Федеративну Республіку (ЧСФР). Зміни стосувалися принципів співіснування двох республік. Більш індустріально розвинена Чехія, намагалася не допустити розпаду федерації, однак уникнути цього не вдалося.
В червні 1992 року в країні відбулися парламентські вибори. Значну перемогу в Словаччині здобув Рух за демократичну Словаччину. У липні словацький парламент прийняв Декларацію про незалежність. Влада у Празі прийняли рішення не протидіяти розпаду з допомогою військової сили, таким чином 1 січня 1993 року Братислава знову стала столицею незалежної держави.